# Промисловість хімічних волокон
Промисловість хімічних волокон — галузь хімічної промисловості, що виробляє штучне і синтетичне волокно, целофанову плівку тощо. Сировиною є деревна та бавовняна целюлоза, полімерні матеріали — продукти переробки вугілля, нафти та природного газу.
Промисловість хімічних волокон виробляє продукцію двох видів. При переробці природної сировини (деревина, бавовна) вилучають целюлозу, з якої виробляється віскозний і ацетатний шовк, що використовуються поряд з природними тканинами. У іншому випадку переважно з нафти і нафтових газів синтезують полімери і на їхній основі отримують синтетичні волокна — капрон, лавсан, нейлон. Синтетичні волокна застосовують для виготовлення міцного авто- і авіакорду, риболовних сіток, технічних тканин.

## Історія
Промисловість хімічних волокон постала в Україні напередодні Другої світової війни з введенням у дію 1937 фабрики віскозного шовку в Києві (нині ВАТ «Київхімволокно»). Швидкий розвиток X. в. п. припадає на 1960 — 78 pp.; за цей період заг. обсяг виробництва X. в. п. зріс у 12 разів і становить 168900 т хім. волокон; утворено виробництво синтетичних волокон, на які припадає більше пол. продукції X. в. п. УССР. Питома вага галузі у структурі хім. пром-сти респ. зросла за цей період з 5,7 до 8,2 %. У виробництві X. в. п. найбільшу питому вагу має шовк для корду та техн. виробів (43,5 %), штучне та синтетичне штапельне волокно (33,2 %) і синтетичний та штучний шовк (23,2 %). Майже 2/3 продукції X. в. п. використовується у виробництві товарів широкого вжитку. З їх застосуванням було вироблено (1975) 4 % бавовняних, 87 % вовняних, 99 % шовкових, 4,6 % лляних, 86,5 % панчішно-шкарпеткових виробів. Частину хім. волокон УССР імпортує з РРФСР. У 1978 в Україні діяло 5 підприємств X. в. п. (з них 4 введені в дію за останні 2 десятиріччя): виробничі об'єднання «Хімволокно» у Києві та Чернігові (з 1959 — 61), зав. ім. XXII з'їзду КПРС у Черкасах (з 1961), Сокалі (Львівська область, з 1969), Житомирі (з 1974).